# Pouldouran
Pouldouran (tiếng Breton: Pouldouran) là một xã của tỉnh Côtes-d’Armor, thuộc vùng Bretagne, tây bắc Pháp.

## Dân số
Người dân ở Pouldouran được gọi là Pouldourannais.

## Breton language
The municipality launched a linguistic plan through Ya d'ar brezhoneg on November the 25th of 2005.